# Báb (Slowakei)
Báb (deutsch Baab, ungarisch Báb) ist eine kleine Gemeinde in der Slowakei westlich der Stadt Nitra.

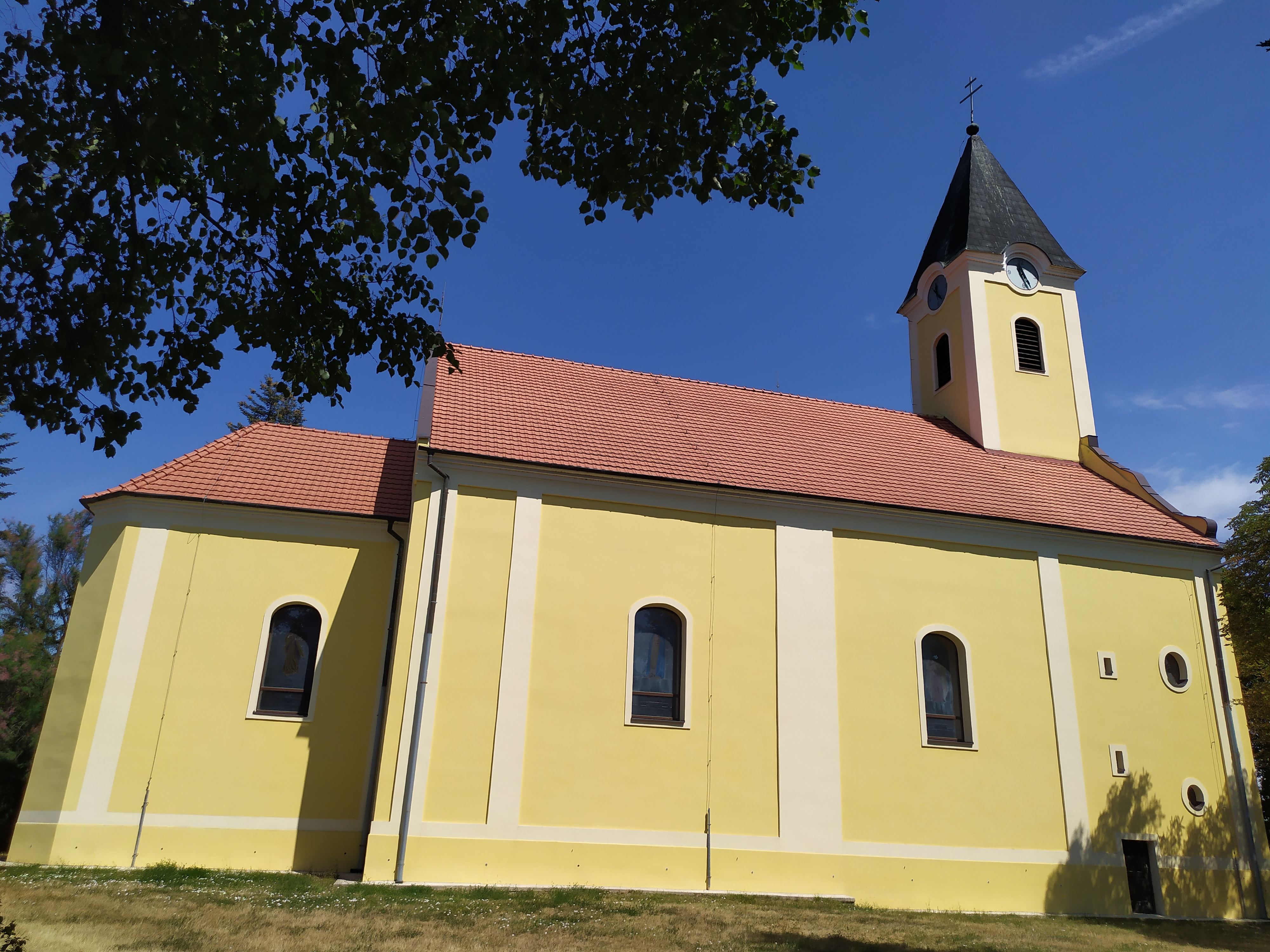
Kirche im Ort

## Wichtige Objekte
- Báb-Kynek-Brücke mit 242 Metern Länge, 1980 gebaut
- Forschungsinstitut der Tabakindustrie im Ort
- Forschungsstation des Botanikinstituts der Slowakischen Akademie der Wissenschaften im Ort
- Kirche im Barockstil, 1721
- Landschloss Báb im Secessionsstil, Anfang des 20. Jahrhunderts, in der Nähe des Ortes

## Ortsteile
1. Malý Báb (Klein-Baab)
2. Veľký Báb (Groß-Baab)

sowie der inoffizielle Teil Alexandrov Dvor.

## Geschichte
Der Ort entstand 1955 durch Zusammenschluss der Gemeinden Veľký Báb (1948: 928 Einwohner) und Malý Báb (1980: 926 Einwohner). Báb behielt bis heute seinen ländlichen Charakter.
Veľký Báb wurde 1156 zum ersten Mal erwähnt. Damals gehörte der Ort einem Beamten der Burg von Nitra. Ab 1268 gehörte der Ort der Burg von Nitra, später wurde er vom König einem Bürger von Trnava geschenkt, danach gehörte er verschiedenen Familien. Niederer Adel war im 18. Jahrhundert durch die Familien Majthényi, Zichy und Esterházy vertreten.
Malý Báb ist erst 1365 belegt. Seit 1788 besaß der Ort das Marktrecht. Der niedere Adel war mit dem von Veľký Báb identisch.

## Bevölkerung
| Jahr                | 1994 | 2004    | 2014     | 2024     |
| ------------------- | ---- | ------- | -------- | -------- |
| Anzahl der Personen | 970  | 960     | 1093     | 1238     |
| Unterschied         |      | −1,03 % | +13,85 % | +13,26 % |

| Jahr                | 2023 | 2024    |
| ------------------- | ---- | ------- |
| Anzahl der Personen | 1243 | 1238    |
| Unterschied         |      | −0,40 % |